# Charles Hutchison
Charles Hutchison (Pittsburgh, 3 dicembre 1879 – Hollywood, 30 maggio 1949) è stato un attore, regista e sceneggiatore statunitense famoso come il re dei serial di azione e rinomato stuntman.

## Filmografia

### Attore
- The Fatal Portrait, regia di Edmund Lawrence - cortometraggio (1914)
- Simple Faith - cortometraggio (1914)
- The Girl and the Smuggler - cortometraggio (1914)
- Lena Rivers (1914)
- The Lass o' Killikrankie - cortometraggio (1914)
- The Little Angel of Canyon Creek, regia di Rollin S. Sturgeon (1914)
- The Tale of a Lonesome Dog, regia di Leslie T. Peacocke - cortometraggio (1914)
- The Wayward Son, regia di Harry C. Mathews - cortometraggio (1914)
- Winning the Prize - cortometraggio (1914)
- The Master of the House, regia di Richard Stanton - cortometraggio (1914)
- Rip Van Winkle Badly Ripped, regia di Charles Hutchison - cortometraggio (1915)
- Divorced, regia di Edward Warren (1915)
- Love and Artillery - cortometraggio (1915)
- The Better Woman, regia di Joseph A. Golden (1915)
- Putting Papa to Sleep - cortometraggio (1915)
- The Fortune Hunters - cortometraggio (1915)
- Love and Bitters - cortometraggio (1915)
- Not Guilty, regia di Joseph A. Golden (1915)
- War Brides, regia di Herbert Brenon
- God of Little Children, regia di Richard Ridgely (1917)
- Pride and the Devil, regia di Richard Ridgely (1917)
- The Mystic Hour, regia di Richard Ridgely (1917)
- The Golden God
- Schools and Schools, regia di Martin Justice - cortometraggio (1918)
- The Desired Woman, regia di Paul Scardon (1918)
- Wolves of Kultur, regia di Joseph A. Golden - serial (1918)
- Il gran giuoco (The Great Gamble), regia di Joseph A. Golden - serial (1919)
- The Whirlwind, regia di Joseph A. Golden - serial (1920)
- Double Adventure, regia di W. S. Van Dyke - serial (1921)
- Hurricane Hutch, regia di George B. Seitz - serial (1921)
- Go Get 'Em Hutch, regia di George B. Seitz - serial (1922)
- Speed, regia di George B. Seitz - serial (1922)
- Hutch Stirs 'em Up, regia di Frank Hall Crane (1923)
- Hurricane Hutch in Many Adventures, regia di Charles Hutchison (1924)
- Surging Seas, regia di James Chapin (1924)
- Hutch of the U.S.A., regia di James Chapin (1924)
- Poison, regia di James Chapin (1924)
- Fangs of the Wolf, regia di Harry O. Hoyt (1924)
- Turned Up, regia di James Chapin (1924)
- After Dark, regia di James Chapin (1924)
- The Fatal Plunge, regia di Harry O. Hoyt (1924)
- Ten After Ten
- The Hidden Menace, regia di Charles Hutchison (1925)
- Pirates of the Sky, regia di Charles Andrews (1926)
- Lightning Hutch, regia di Charles Hutchison - serial (1926)
- The Trunk Mystery, regia di Frank Hall Crane (1926)
- Hidden Aces, regia di Howard M. Mitchell (1927)
- The Mystic Hour, regia di Melville De Lay (1933)
- On Probation, regia di Charles Hutchison (1935)
- The Lone Ranger Rides Again, regia di John English, William Witney - serial (1939)
- In corsa contro il tempo (Dick Tracy's G-Men), regia di John English, William Witney - serial (1939)
- Adventures of Red Ryder, regia di John English, William Witney - serial (1940)
- Mysterious Doctor Satan, regia di John English, William Witney - serial (1940)
- Too Many Women, regia di Bernard B. Ray (1942)
- The Masked Marvel
- Captain America - serial

### Regista
- The Corsican Brothers Up to Date - cortometraggio (1915)
- Miss Trillie's Big Feet - cortometraggio (1915)
- Rip Van Winkle Badly Ripped - cortometraggio (1915)
- Hurricane Hutch in Many Adventures (1924)
- On Probation (1924)
- The Hidden Menace (1925)
- Was It Bigamy? (1925)
- Lightning Hutch - serial (1926)
- The Little Firebrand (1926)
- The Winning Wallop (1926)
- The Smoke Eaters, co-regia di Charles J. Hunt (1926)
- Flying High (1926)
- Catch-As-Catch-Can
- The Down Grade
- When Danger Calls
- Out with the Tide (1926)
- Bitter Sweets (1928)
- The Danger Man
- Women Men Marry (1931)
- A Private Scandal (1931)
- Out of Singapore
- Bachelor Mother (1932)
- Found Alive
- House of Danger
- On Probation (1935)
- Circus Shadows
- The Judgement Book
- Riddle Ranch (1935)
- Desert Guns
- Night Cargo
- Born to Fight (1936)
- Phantom Patrol
- Anime selvagge (Topa Topa), co-regia di Vin Moore (1938)

### Sceneggiatore
- Hurricane Hutch
- Speed, regia di George B. Seitz (1922)
- Poison, regia di James Chapin (1924)
- The Danger Man